# 贺普超
贺普超（1926年—2006年5月），男，陕西渭南人，中国果树学家，曾任西北农业大学教授、博士生导师。
1951年毕业于西北农学院园艺系并留校任教。1957年派往前苏联马卡拉奇（магарач институт)葡萄酿酒与栽培研究所研修育种，1962年2月通过论文答辩获农科副博士学位。翌年回国开始培养研究生。著有《葡萄学》专著一部，合编《葡萄学》高校教材一部。1985年在西北农业大学园艺系创建我国唯一的葡萄栽培与酿酒专业。

在马卡拉奇时的照片，右一
在马卡拉奇时的照片，第一排左二，1960年5月1日，在出发去游行集会前
在撒马尔罕葡萄园(Сушка Винограда,Самарканд)的照片，1961年九月